# Viggo Hørup

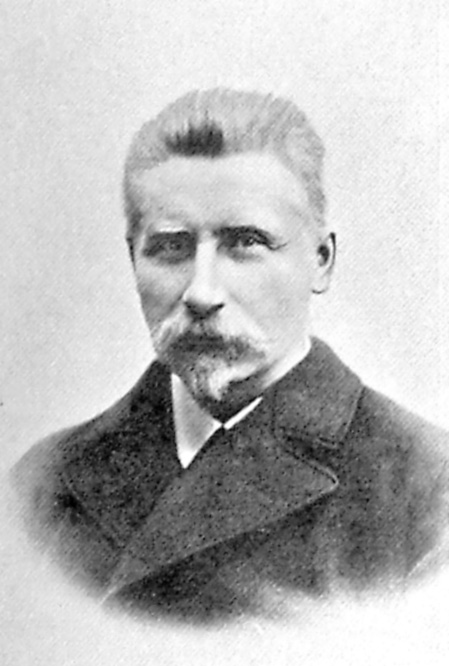
Viggo Hørup

Viggo Lauritz Bentheim Hørup (* 22. Mai 1841 in Torpmagle bei Hundested; † 15. Februar 1902 in Kopenhagen) war ein dänischer Jurist, Politiker, Journalist und Minister. Er gilt als eine der einflussreichsten Persönlichkeiten der dänischen nicht-sozialistischen Linken und war eine führende Figur in der Opposition gegen das Ministerium Estrup in der zweiten Hälfte des 19. Jahrhunderts. In der Regierung Deuntzer war er Transportminister.

## Leben und Ausbildung
Viggo Hørup wurde 1841 in Torpmagle bei Hundested geboren, wo sein Vater Frederik Bendtsen Hørup (geb. 1811) von 1838 bis 1888 als Dorfschullehrer tätig war. Durch seine Mutter Emilie Julie geborene Drachmann (geb. 1806) war er Cousin von Holger Drachmann, seine Tochter war die Journalistin und Frauenrechtlerin Ellen Hørup. Er wurde nach Kopenhagen geschickt, um eine Ausbildung zu erhalten. Hørup wurde 1861 Student an der Metropolitanskolen und studierte anschließend Rechtswissenschaften an der Universität Kopenhagen, wo er 1867 seinen juristischen Abschluss (cand. jur.) erhielt.

## Journalistische Tätigkeit
Hørup hatte seinen größten direkten Einfluss durch seine Arbeit als Journalist. Am 1. Oktober 1884 war er Mitbegründer der radikal-liberalen (radikal im historischen Kontext im Sinne einer konsequent anti-konservativen und pazifistischen Grundhaltung) Zeitung Politiken zusammen mit Edvard Brandes und Herman Bing. Die Zeitung wurde schnell zu einem einflussreichen Organ der liberalen Opposition und machte Hørup zu einer der bekanntesten Stimmen im dänischen Journalismus.
In der Politiken griff er die konservativen Kräfte scharf an und verband radikale Autoren mit seiner Sache, zum Beispiel Georg Brandes, dessen Bruder Edvard Hørups Mitherausgeber war. Dies schuf eine langanhaltende Verbindung zwischen liberal-radikalen Kräften und Literaten.

## Politische Laufbahn

### Parlamentstätigkeit
Hørup war von 1876 bis 1892 Mitglied des Folketings. Hier war er radikal im ursprünglichen Sinne des Wortes und daher nicht für langsame Reformen zu haben. Auf einer Volksversammlung am 30. Dezember 1878 gab er seiner Auffassung über das Ziel der parlamentarischen Strategie mit den berühmten Worten Ausdruck: „Das Folketing ist die höchste Autorität, die niemanden über sich und niemanden neben sich hat“ – eine Aussage, die sowohl die Königsmacht als auch das Landsting herausforderte.
Ab der Sitzungsperiode 1878–79 erregte er große Aufmerksamkeit als hervorragender Redner – klar und scharf in seinem Denken, reich an treffenden Bildern und witzigen Wendungen, bitter und rücksichtslos spöttisch gegenüber Gegnern.

### Verfassungskampf
Als das Venstre sich im Frühjahr 1878 spaltete, schloss sich Hørup der radikalen Gruppe an. Er war eine zentrale Figur im Verfassungskampf gegen Ministerpräsident Jacob Brønnum Scavenius Estrup von der konservativen Partei Højre.

### Minister (1901–1902)
Hørup spielte eine herausragende Rolle bei der Bildung des Ministeriums Deuntzer, das den Systemwechsel in der dänischen Politik im Juli 1901 markierte. Er wurde Minister für öffentliche Arbeiten (Trafikminister) vom 24. Juli 1901 bis zu seinem Tod am 15. Februar 1902.

## Politische Positionen
Hørup war vor allem ein Sozialliberaler und Antimilitarist im dänischen Parlament. Er lehnte die militärische Verteidigung als unrealistischen, gefährlichen und teuren Schutz Dänemarks ab und begründete eine langanhaltende Skepsis gegenüber dem Militär. Außerdem wandte er sich scharf gegen alle chauvinistischen und nationalistischen Standpunkte.
Seine innenpolitischen Ansichten waren auf parlamentarische Herrschaft ausgerichtet, aber vor allem auf die Anerkennung der Bauern und Kleinbauern als sozial gleichberechtigte Personen. Obwohl er selbst kein Sozialist war, arbeitete er auch mit den Sozialdemokraten zusammen.

## Tod und Vermächtnis
Viggo Hørup starb am 15. Februar 1902 in Kopenhagen an Knochenkrebs. Er wurde auf dem Gentofte Kirkegård begraben. Er wird zusammen mit den Brüdern Brandes als einer der Begründer des Kulturradikalismus betrachtet. 1905 – drei Jahre nach seinem Tod – gründeten eine Reihe seiner Gesinnungsgenossen Det Radikale Venstre (Die Radikale Linke).
Hørup gilt als eine der einflussreichsten Persönlichkeiten der dänischen nicht-sozialistischen Linken des 19. Jahrhunderts. Seine kompromisslose Haltung für Demokratie, Parlamentarismus und soziale Gleichberechtigung prägte die dänische Politik nachhaltig.